# АФУС
АФУС (нем. AVUS, сокращение от нем. Automobil-Verkehrs und Übungs-Straße — «дорога для автомобильного движения и упражнений») — гоночная трасса, проложенная между районами Берлина Шарлоттенбург и Николасзее. В настоящее время АФУС переоборудован в автодорогу и является частью автострады А 115. Использовалась для гонки Формулы-1 Гран-при Германии в сезоне 1959 года.

## История
Идея создать в лесу Груневальд трассу для гонок, которая в обычное время могла стать платным шоссе, родилась в немецком автомобильном клубе «Automobilclub von Deutschland» (AvD) в 1907 году. Из-за нехватки средств строительство началось только в 1913 году, прерывалось из-за проблем с финансированием и было завершено только к сентябрю 1921 года.
В момент открытия трасса была длиной 19,5 км (12 миль) — две прямые одинаковой длины, соединённые двумя плоскими кривыми большого радиуса, которые гоночные автомобили проходили против часовой стрелки. 11 июля 1926 года на трассе состоялся первый Гран-при Германии, который под сильным дождём выиграл Рудольф Караччола на Mercedes-Benz SS.
В 1927 году из-за конкуренции с новой трассой Нюрбургринг было решено сделать АФУС самой скоростной трассой в мире. Для этого северный поворот сделали в виде бэнкинга (профилированного поворота) с углом наклона 43° (южный бэнкинг планировался, но не был достроен). В 1939 году на этой версии трассы Херманн Ланг установил рекорд средней скорости 260 км/ч (результат был побит в Индианаполисе только через 30 лет).
В 1938 году на прямом участке шоссе (не на АФУСе) во время попытки поставить рекорд скорости на автомобиле погиб немецкий гонщик Бернд Роземайер. В связи с этим планировалось окончательно закрыть АФУС для автогонок.
После Второй мировой войны немало пострадавший АФУС был восстановлен. На месте дополнительного разворота, применявшегося в мотогонках, построили новый южный поворот, и АФУС укоротился до 8300 м. АФУС находился близко к Берлинской стене, и существует необоснованное мнение, что он был разделён границей (в действительности вал от недостроенного южного бэнкинга использовался как огневая точка американских оккупационных сил).
В 1954 году трасса принимает не входившую в зачёт чемпионата гонку «Формулы-1». В 1959 году на АФУСе провели Гран-при Германии — скорее всего, по политическим мотивам. Победителем на нём стал Тони Брукс. Этот Гран-при оказался первым и последним для АФУСа: в северном повороте разбился Жан Бера́ на «Порше».
В 1967 году северный бэнкинг был разобран, и вплоть до 1998 года на АФУСе проводились гонки ДТМ и Формула-3. За это время трасса повидала большое количество аварий и даже один смертельный случай (Кит д’Ор погиб в 1995 г. во время гонки STW). Трассу трижды укорачивали, перед поворотами добавили шиканы: гонки по прямой все меньше привлекали болельщиков. Длина последней версии АФУСа составляла 2639 м. С падением Берлинской стены началось интенсивное автомобильное движение по АФУСу. К тому же местные жители жаловались на шум, и количество гонок сократили до двух в год.

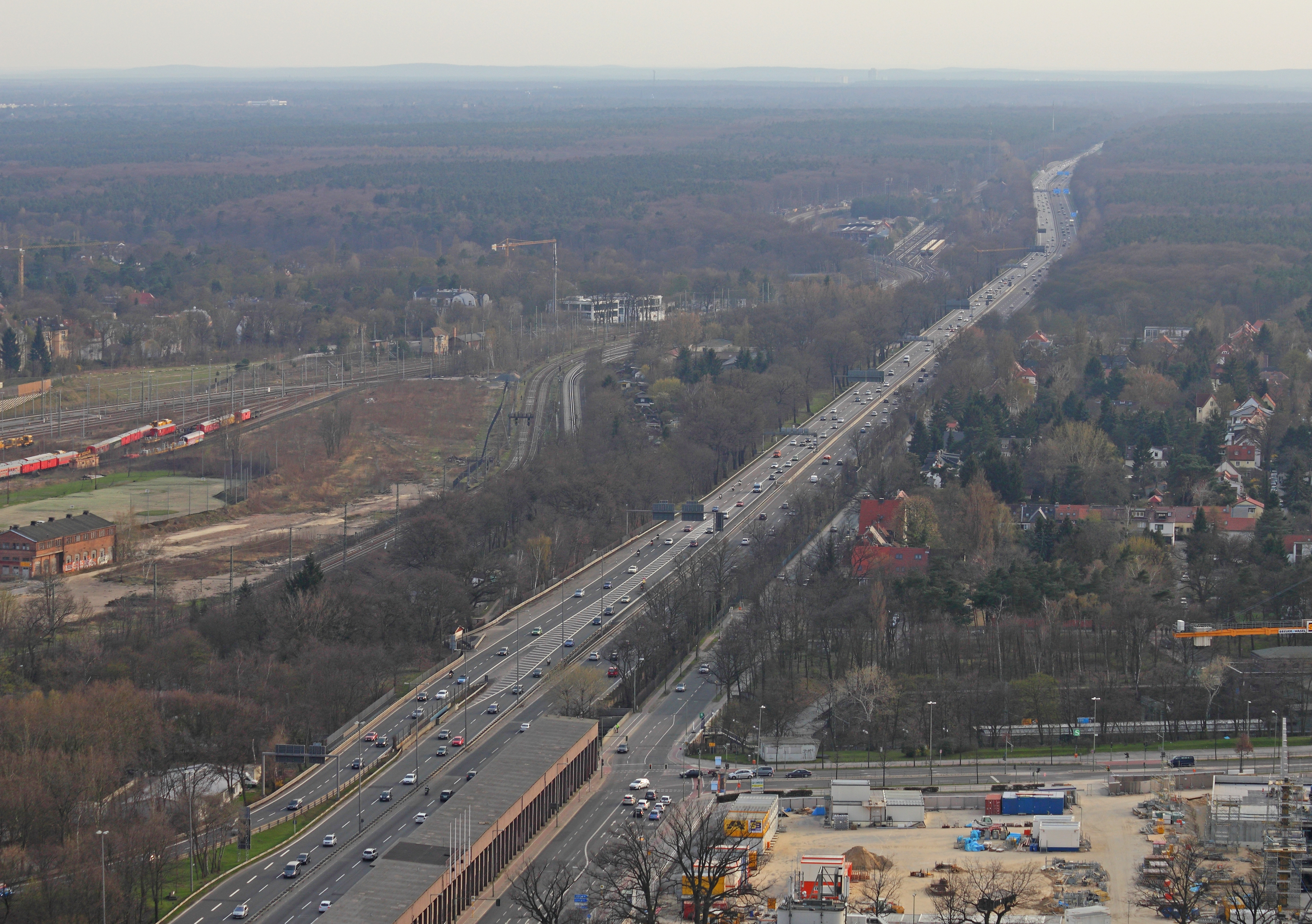
Северный поворот трассы.

В 1998 году на трассе была проведена последняя гонка. После прощального вечера в 1999 году АФУС окончательно закрыли. Заменой АФУСу считается Лаузицринг, открывшийся в 2000 году (Лаузицринг включает скоростной овал). Судейская вышка в северном повороте АФУСа ныне является мотелем и рестораном, старая деревянная трибуна охраняется как памятник истории.

## Конфигурация
Трасса АФУС обладает нетипичной для гоночных трасс конфигурацией. Это две длинные прямые, соединённые двумя шпильками на концах, называемыми «Северная петля» (нем. Nordschleife) и «Южная петля» (нем. Südschleife). Длина конфигурации трассы, использовавшейся в гонке Формулы-1 — 8 300 метров.
| Версия | Длина (м) | Гран-при | Рекорд круга в квалификации |
| Версия | Длина (м) | Гран-при | Рекорд круга в гонке        |
| ------ | --------- | -------- | --------------------------- |
| 1959   | 8 300     | 1 (1959) | 2:05,9 (1959, Тони Брукс)   |
| 1959   | 8 300     | 1 (1959) | 2:04,5 (1959, Тони Брукс)   |

## Победитель Гран-при Германии на трассе АФУС
# — порядковый номер среди всех Гран-при Германии (проходивших в разные годы на разных трассах), входивших в чемпионат мира Формулы-1.
| Год  | # | Пилот      | Команда | Отчет |
| ---- | - | ---------- | ------- | ----- |
| 1959 | 8 | Тони Брукс | Ferrari | 1959  |

## Неподтверждённые факты
- Согласно одной из версий, на данной трассе погиб комендант Берлина Н. Э. Берзарин: эта версия исходит от Фритца Ковиршке, шофера крупного берлинского полуподпольного предпринимателя Ф. Ашингера, с которым Берзарину приходилось иметь дела в связи со снабжением города продовольствием. Однажды генерал взял себе в фирме Ашингера дорогой спортивный «Horch» с номерными знаками IA-7001. Вскоре его «Horch» попал в ДТП со смертельным исходом на гоночной трассе АФУС под Берлином[2][3][4].